# Schlaft gut, ihr fiesen Gedanken (Roman)

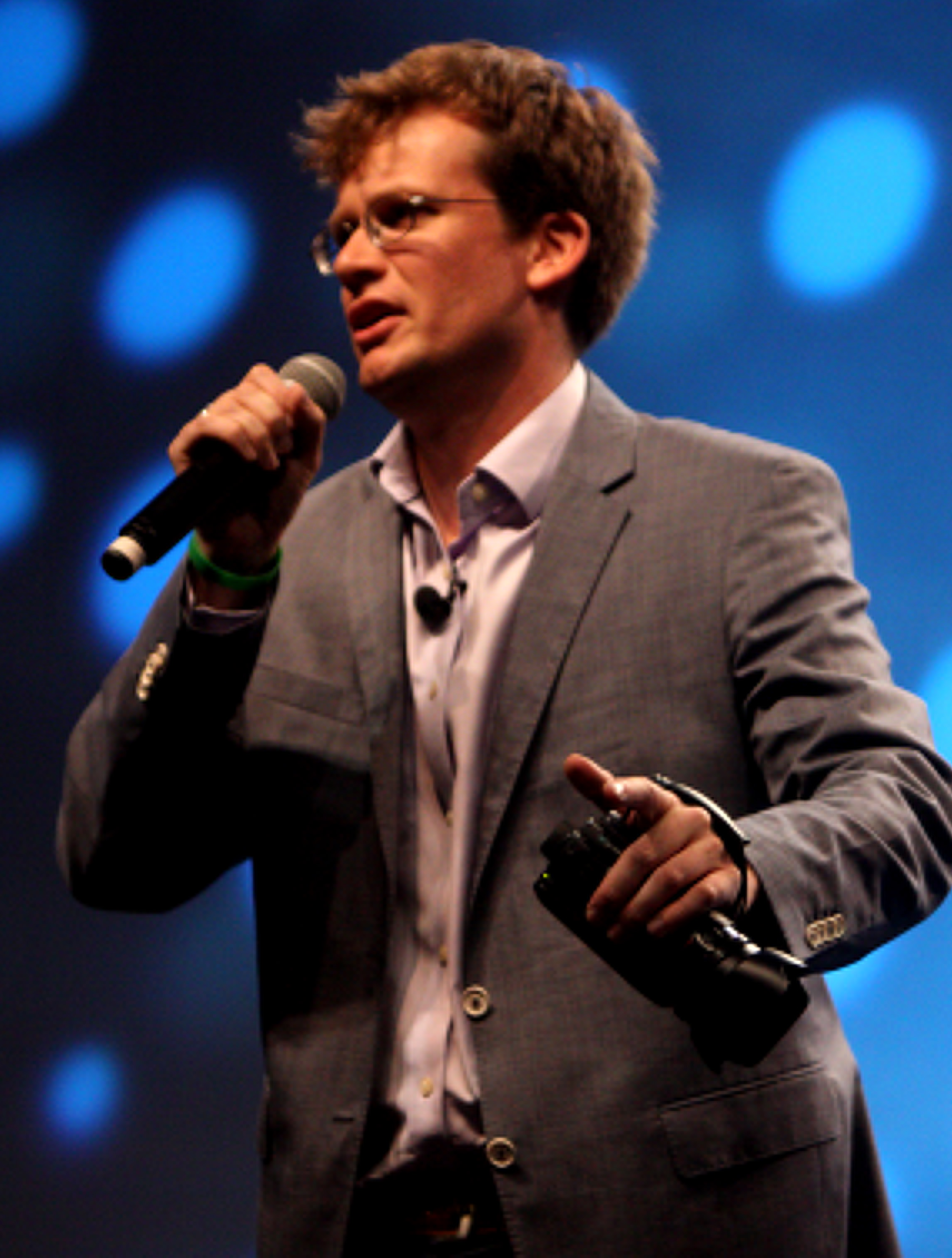
John Green (2012)

Schlaft gut, ihr fiesen Gedanken (englischer Originaltitel: Turtles All the Way Down) ist der fünfte Roman des US-amerikanischen Schriftstellers John Green. Der Jugendroman erschien im Oktober 2017 bei Dutton (Penguin Verlag) und wurde im November 2017 in der deutschen Übersetzung von Sophie Zeitz im Carl Hanser Verlag veröffentlicht.

## Handlung
Die 16-jährige Highschool-Schülerin Aza Holmes aus Indianapolis leidet an einer Zwangsstörung. Sie hat schreckliche Angst vor dem menschlichen Mikrobiom und ist besorgt, sich über eine mögliche Infektion anzustecken. So öffnet sie wiederholt einen nie vollständig verheilten Kallus an ihrem Finger, um das herauszulassen, was sie für Krankheitserreger hält. Eines Tages verschwindet der Milliardär Russel Pickett, der Vater von Azas altem Freund Davis, im Zuge von Betrugsermittlungen. Azas Freundin Daisy möchte die Belohnung von 100.000 US-Dollar für Informationen, die zu Picketts Verhaftung führen, haben und nimmt Aza mit auf die Suche nach dem vermissten Milliardär. Nachdem sie mit dem Kanu über den White River gefahren sind und sich auf das Grundstück der Familie Pickett geschlichen haben, werden sie von Wachmännern gefasst, die die beiden zu Davis bringen. Davis überredet die beiden, die Suche aufzugeben, und gibt ihnen 100.000 Dollar, die aus verschiedenen Verstecken seines Vaters in der Nähe des Gästehauses stammen. Davis und Aza beginnen eine Beziehung und zur selben Zeit hat Daisy eine mit Mychal. Mit der Zeit glaubt Aza, dass sie ihre Angst nicht überwinden kann und verhindert, dass sie jemals eine normale Beziehung zu Davis hat. Sie findet zahlreiche Blog-Posts, die von ihm über seine Gefühle beim Verschwinden seines Vaters und über seine Beziehung zu ihr geschrieben wurden. Aza liest auch Daisys Fanfiction zum ersten Mal und entdeckt, dass Daisy sie als Ventil für ihre Frustrationen mit Aza benutzt hat. Ihre Freundschaft verschlechtert sich kurz und gipfelt in einem hitzigen Streit, der zu einem Autounfall mit Aza am Steuer führt. Daraufhin verbringt sie mehrere Wochen im Krankenhaus, in denen sie eine Panikattacke bekommt und nach dem Trinken eines Händedesinfektionsmittels ohnmächtig wird. Nachdem sie geheilt ist und das Krankenhaus verlässt, versöhnt sich Aza wieder mit Daisy.
Bei einer Kunstausstellung in einem unvollendeten Entwässerungstunnelsystem vor Pogue’s Run (für das Picketts Firma verantwortlich war) erkunden Aza und Daisy auf eigene Faust, wo sie schließlich das Rätsel lösen und feststellen, dass Pickett zu dem Ort gelaufen war, an dem sie jetzt waren. Nachdem sie einen schlechten Geruch aus der Gegend bemerkt haben, vermuten sie, dass der Milliardär bereits verstorben ist. Aza erzählt Davis von ihrer Entdeckung. Er gibt der Polizei einen anonymen Hinweis, die die Leiche findet.
Angesichts des Verlusts ihrer Eltern und ihres Zuhauses (ihre Mutter war Jahre zuvor gestorben) und der Tatsache, dass ihr Vater sein gesamtes Vermögen seinem Haustier, einer Tuatara, überlassen hatte, beschließen Davis und sein jüngerer Bruder Noah, nach Colorado zu ziehen. Während sich Davis und Aza verabschieden, reflektiert sie über die offenen Möglichkeiten ihrer gemeinsamen Zukunft.

## Kritik
In den USA wurde das Buch, wie die bisherigen Erscheinungen Greens, sehr positiv aufgenommen.
Die New York Times lobte es als „überraschend und bewegend“ und schrieb, dass „man nicht wie Aza leiden muss, um sich damit zu identifizieren. Man muss nur menschlich sein.“ Matt Haig von The Guardian schrieb: „Es könnte sich um einen neuen modernen Klassiker handeln“.

## Ausgaben
- Turtles All the Way Down. Dutton Juvenile (USA), Oktober 2017, ISBN 978-0241335437 (Erstausgabe).
- Turtles All the Way Down. Speak (USA), September 2009, ISBN 978-0525555803 (Taschenbuch).

### Deutsche Ausgaben
- Schlaft gut, ihr fiesen Gedanken. Deutsch von Sophie Zeitz. Hanser Verlag, München, November 2017, ISBN 978-3446259034 (Deutsche Erstausgabe).
- Schlaft gut, ihr fiesen Gedanken. Deutsch von Sophie Zeitz. Deutscher Taschenbuch Verlag, München, Mai 2019, ISBN 978-3-423-62701-6 (Taschenbuchausgabe).